# Liste der Bodendenkmäler in Marienheide
Die Liste der Bodendenkmäler in Marienheide enthält die denkmalgeschützten unterirdischen baulichen Anlagen, Reste oberirdischer baulicher Anlagen, Zeugnisse tierischen und pflanzlichen Lebens und paläontologischen Reste auf dem Gebiet der Gemeinde Marienheide im Oberbergischen Kreis in Nordrhein-Westfalen (Stand: Februar 2020). Diese Bodendenkmäler sind in Teil B der Denkmalliste der Gemeinde Marienheide eingetragen; Grundlage für die Aufnahme ist das Denkmalschutzgesetz Nordrhein-Westfalen (DSchG NRW).
| Bild | Bezeichnung                                                | Lage                                                                  | Beschreibung | Bauzeit | Eingetragen seit | Denkmal- nummer |
| ---- | ---------------------------------------------------------- | --------------------------------------------------------------------- | ------------ | ------- | ---------------- | --------------- |
|      | Burg Müllenbach GM 098                                     | Müllenbach                                                            |              |         |                  | 1               |
|      | Schlackenhalde, Verhüttungsplatz GM 030                    | östlich von Griemeringhausen u. südsüdwestlich von Höfel              |              |         |                  | 2               |
|      | Kirche, Kirchhof Müllenbach GM 110                         | Müllenbach                                                            |              |         |                  | 3               |
|      | Verhüttungsplatz GM 052                                    | Griemeringhausen südlich vom Ortsteil Höfel                           |              |         |                  | 4               |
|      | Hammerwerk, Eulenkammer GM 109                             | südöstlich von Griemeringhausen                                       |              |         |                  | 5               |
|      | Schlackenhalde, Verhüttungsplatz GM 108                    | südöstlich von Griemeringhausen                                       |              |         |                  | 6               |
|      | Steinbruch, Bergbau, geologischer Aufschluss Hülloch GM 29 | 600 m südlich von Winkel                                              |              |         |                  | 7               |
|      | Hohlweg, Heidenstraße GM 112                               | Lienkamp, im östlich gelegenen Fichtenwald                            |              |         |                  | 8               |
|      | Schmelzstätte, Massenhütte GM 113                          | östlich von Griemeringhausen u. westlich von Holzwipper an der Wipper |              |         |                  | 9               |
|      | Pingenfeld, Bergwerk Locomotive GM 117                     | 220 m östlich des Ortsrandes Gogarten                                 |              |         |                  | 10              |
|      | Dynamitfabrik GM 118                                       | 2,2 km nordwestlich vom Ortskern Marienheide                          |              |         |                  | 11              |
|      | Pulvermühle Krummenohl GM 124                              | Krommenohl, nordwestlich von Marienheide                              |              |         |                  | 13              |
|      | Mühle Gogarten, Hammerwerk GM 125                          | Niedergogarten, nordwestlich von Marienheide                          |              |         |                  | 14              |
|      | Pulvermühle Buchholz GM 123                                | nordwestliche Gemeindegrenze zu Wipperfürth und Kierspe               |              |         |                  | 15              |
|      | Pulvermühle Schmitzwipper GM 143                           | nordwestlich von Schmitzwipper                                        |              |         |                  | 16              |
|      | Bergbaugebiet Lollberg GM 114                              | nordöstlich von Börlinghausen                                         |              |         |                  | 17              |